# Nicolas Joray
Nicolas Joray (* 1952 in Basel) ist ein Schweizer Kameramann und Fotograf.
Nicolas Joray wurde Anfang der 1970er Jahre beim Film als Beleuchter und Kamera-Assistent tätig. Seit 1976 ist er selbständiger Kameramann. Von 1978 bis 2001 lebte er in Berlin.

## Filmografie (Auswahl)
- 1980: Der gelbe Stern – Die Judenverfolgung 1933–1945 (Dokumentarfilm)
- 1998: Letzte Chance für Harry
- 2002–2005: Girl friends – Freundschaft mit Herz (Fernsehserie, 11 Folgen)
- 2003: Baltic Storm
- 2006: Bye Bye Berlusconi!
- 2009–2013: Inga Lindström (Fernsehreihe, 5 Folgen)
- 2010: Katie Fforde: Eine Liebe in den Highlands
- 2011–2013: Utta Danella (Fernsehreihe, 3 Folgen)